# 電気分解
電気分解（、英: electrolysis）は、化合物（化合物溶液）に電圧（二電極法の場合）または電位（三電極法の場合）をかけることで、陰極で還元反応、陽極で酸化反応を起こして化合物を化学分解する方法。もしくはその化学分解によって生成物を生成する方法。略して電解ともいう。同じ原理に基づき、電気化学的な酸化還元反応によって物質を合成する方法は電解合成と呼ばれ、特に生成物が高分子となる場合は電解重合という。

塩化ナトリウム (NaCl) の溶融塩電解の模式図。正電荷を持つナトリウムイオン (Na^{+}) はカソード（左）へ移動し、還元されて金属ナトリウムとして析出する。負電荷をもつ塩化物イオン (Cl^{-}) はアノード（右）へ移動し、酸化されて塩素ガスとして発生する。

塩素やアルミニウムなど様々な化学物質が電気分解によって生産されている。水の電気分解は初等教育の中でも取り上げられる典型的な化学実験であるとともに、エネルギー源として期待される水素の製造法として研究が進められている。

## 概要
液体に2つの電極を接触させて電極間に電圧をかけると、液体中の化学種と電極との間で電子の受け渡しが起こり化学反応が進行する。このとき、電源の正極に接続した陽極（アノード）では化学物質から電子が奪われて酸化が起こり、反対に負極に接続した陰極（カソード）では化学物質に電子が与えられて還元が起こる。この結果、元の化学物質が化学分解する場合を電気分解という。電気分解により気体が生じたり、金属陽イオンが還元されて陰極上に析出したりする。
未反応の化学種が移動できるような系であれば電気分解が継続する。通常、分解したい化合物を含む電解質溶液や、高温にして融解させたイオン性物質の液体に電極を浸して電気分解を行う。後者の場合を特に溶融塩電解という。水蒸気電解のように固体電解質を用いて気体を電気分解することも行われる。
電極間の電位差が十分に大きければ、様々な物質を電気分解できる。天然に産出するアルカリ金属の化合物やアルミナを電気分解すれば、イオン化傾向が大きい金属の単体を取り出すことができる。この方法は電気精錬と呼ばれる。溶錬炉で得られた粗銅の不純物は、硫酸銅水溶液中で行われる電解精錬により取り除かれる。

## 歴史
18世紀末にアレッサンドロ・ボルタによってボルタ電池が発明されると化学反応への電気の利用の研究が開始された。1800年にはアンソニー・カーライル (Anthony Carlisle) とウィリアム・ニコルソン (William Nicholson) が初めて水の電気分解に成功した。
水の電気分解に刺激されたハンフリー・デービーは1806年に「結合の電気化学的仮説」を発表し、翌1807年には水酸化カリウムの電気分解によってカリウム単体を得ることに成功した。デービーは同じ手法を用いて同年のうちにナトリウム・カルシウム・ストロンチウム・バリウム・マグネシウムを次々と発見した。
デービーの研究を引き継いだマイケル・ファラデーはさらに電気分解の研究を進め、ファラデーの電気分解の法則をはじめ様々な発見をし、電気化学の基礎を築いた。

## 要素
電気分解では、電気を流すための電極、電圧を印加するための直流電源、電気分解する物質を入れる電解槽（もしくは電解セル）が必要となる。

### 電極
電極のうち、電源の負極と接続するものを陰極（カソード）、正極と接続するものを陽極（アノード）と呼ぶ。電極の材質は電気分解の生成物や過電圧に大きな影響を与える。
工業的には安価で安定な炭素電極が、実験用には炭素の他に腐食されにくい白金や金などの貴金属電極がよく使われる。用途によってはガス拡散電極が使われることもある。
有意な反応速度を得るためや、選択的な反応を起こすため電極触媒が必要となることもある。

### 直流電源
電気分解に必要な電源電圧は、目的物質の標準電極電位やネルンストの式、プールベダイアグラムなどから計算される理論電解電圧に、過電圧や液体の電気抵抗（溶液抵抗）を加えた値となる。反応の種類にもよるが、一般的な反応では 10 ボルト以下の電圧で十分に進行する。理論電解電圧以下の電圧では電気二重層の充電に使われる電流（非ファラデー電流）がわずかに流れるだけであるが、電気分解が進行する電圧に達すると反応速度に応じた電流（ファラデー電流）が流れる。電流値は電極形状や電解槽の構造、温度、分極などの影響で変化する。

### 電解槽
電解液には溶液系（電気分解したい物質を溶媒に溶かした溶液）と溶融塩系（加熱して融解させた溶融塩）がある。
電解槽は、用途に合わせて様々な形状や材質のものが用いられる。溶液系の電気分解ではホフマン電量計やU字管などガラス製のものが、溶融塩電解では耐熱性の高いセラミックス製の坩堝や電極を兼ねた金属製の坩堝が用いられる。
溶液系の場合、最も多く用いられる溶媒は水である。水に不溶の物質などでは有機系溶媒が使われ、アセトニトリル・ベンゾニトリル・塩化メチレン・テトラヒドロフラン・炭酸プロピレン・ジメチルホルムアミド・ジメチルスルホキシドがよく利用される。溶液抵抗を低減させるため、反応性の低い電解質（支持電解質）が一般に加えられる。溶媒や支持電解質の種類によって電気分解の生成物が異なる場合がある。
溶融塩電解では化合物に融剤として他の物質（試薬）を混ぜる場合がある。ホール・エルー法では酸化アルミニウムの融点を下げるために氷晶石とフッ化ナトリウムが加えられる。
なお、溶液系や溶融塩系による電解液による電気分解のほかに、水蒸気電解のように固体電解質を利用して気体を電気分解する方法がある。

## 用途
めっきの多くは電気分解を利用して行われる。電解液（めっき液）として重金属やシアン化物の水溶液が用いられる場合には、毒性などに注意が必要とされる。
鉱業においては鉱石を電気分解して金属を得る電解精錬が行われている。アルミニウムでは酸化アルミニウムの溶融塩電解によってアルミニウム金属を得るホール・エルー法が行われている。粗銅を陽極、純銅を陰極として硫酸銅水溶液中で電気分解することにより、純度の高い銅（電気銅）が生産されている。
水の電気分解は、将来的なエネルギー源として期待される水素の生産手段の１つとして研究されている。太陽光発電や水力発電、風力発電などで得られた電力で水を電気分解し、得られた水素を燃料電池で発電に利用することで、自動車などからの二酸化炭素排出を抑制することが可能となる。